# Acourtia fruticosa
Acourtia fruticosa là một loài thực vật có hoa trong họ Cúc. Loài này được (La Llave & Lex.) B.L.Turner mô tả khoa học đầu tiên năm 1993.